# Ophiopsila californica
Ophiopsila californica is een slangster uit de familie Ophiocomidae.
De wetenschappelijke naam van de soort werd in 1921 gepubliceerd door Austin Hobart Clark.